# Sandyville
Sandyville é uma cidade localizada no estado americano de Iowa, no Condado de Warren.

## Demografia
Segundo o censo americano de 2000, a sua população era de 61 habitantes.
Em 2006, foi estimada uma população de 61, um aumento de 0 (0.0%).

## Geografia
De acordo com o United States Census Bureau tem uma área de
1,3 km², dos quais 1,3 km² cobertos por terra e 0,0 km² cobertos por água.

## Localidades na vizinhança
O diagrama seguinte representa as localidades num raio de 12 km ao redor de Sandyville.